# Te Maunga
Te Maunga  est une banlieue de la cité de Tauranga dans la région de la baie de l’Abondance, dans le nord de l’Île du Nord de la Nouvelle-Zélande.

## Démographie
Le secteur de Te Maunga couvre une surface de 3,47 km2 et a une population estimée à 8 610 résidents en juin 2022 avec une densité de population de 2 481 personnes/km2.
La localité de Te Maunga avait une population de 7 392 habitants lors du 2018 New Zealand census, en augmentation de 1 515 personnes (25,8 %) depuis le recensement de 2013, et une augmentation de 1 776 personnes (31,6 %) depuis le recensement de 2006 en Nouvelle-Zélande.
Il y a 3 117 logements, comprenant 3 375 hommes et 4 017 femmes, donnant un sexe-ratio de 0,84 homme pour une femme, avec 1 137 personnes (15,4 %) âgées de moins de 15 ans, 1 032 personnes (14,0 %) âgées de 15 à 29 ans, 2 838 personnes (38,4 %) âgées de 30 à 64 ans, et 2 385 personnes (32,3 %) âgées de 65 ans ou plus.
L'ethnicité est pour 84,7 % européens/Pākehā, 17, 3% Māori, 3,0 % personnes du Pacifique (en), 4,7 % d'origine asiatique (en), et 2,3 % d'une autre ethnicité.
Les personnes peuvent s'identifier de plus d'une ethnicité en fonction de leur parenté.
Le pourcentage de personnes nées outre-mer est de 19,8 %, comparée avec les 27,1 % au niveau national.
Bien que certaines personnes choisissent de ne pas répondre à la question du recensement concernant leur affiliation religieuses, 47,3 % n'ont aucune religion, 40,7 % sont chrétiens (en), 2,6 % ont des croyances religieuses Māori (en), 0,3 % sont hindouistes (en), 0,1 % sont musulmans, 0,4 % sont bouddhistes (en) et 2,1 % ont une autre religion.
Parmi ceux d'au moins 15 ans d'âge, 1 104 personnes (17,6 %) ont une licence ou un degré supérieur et 1 332 personnes (21,3 %) n'ont aucune qualification formelle.
861 personnes (13,8 %) gagnent plus de 70 000 $ comparées avec les 17,2 % au niveau national.
Le statut d'emploi de ceux d'au moins 15 ans d'âge est pour 2 520 personnes (40,3 %) : un emploi à temps plein, pour 753 personnes (12,0 %) un emploi à temps partiel et 180 personnes (2,9 %) sont sans emploi.
| Nom              | surface (km2) | Population | Densité (par km2) | logements | âge médian | revenus médians |
| ---------------- | ------------- | ---------- | ----------------- | --------- | ---------- | --------------- |
| Te Maunga North  | 1,16          | 3246       | 2798              | 1422      | 44,8 ans   | $26,100         |
| Te Maunga South  | 2,31          | 4146       | 1795              | 1695      | 50,9 ans   | $30,800         |
| Nouvelle-Zélande |               |            |                   |           | 37,4 ans   | $31,800         |

## Évènements locaux
Un important feu de forêt éclata au niveau de la localité de Te Maunga en novembre 2019.
Le secteur vécut aussi une importante inondation de surface en juin 2020
En septembre 2020, la agence des transports de la Nouvelle-Zélande (en) commençèrent les travaux pour un nouvel échangeur du trafic routier sur ce secteur